# Колесниково (Тюменская область)
Колесниково — село в Заводоуковском районе Тюменской области. В рамках организации местного самоуправления находится в Заводоуковском городском округе.

## География
Село находится на юго-западе Тюменской области, в пределах юго-западной части Западно-Сибирской низменности, в лесостепной зоне. Абсолютная высота — 112 метров над уровнем моря.
Расположено в верховьях речки Пощиловка правого притока реки Емуртла, на старых картах назвалась речка Пашкова. Расстояние до села Новой Заимки 23 км,  города Заводоуковска 42 км, города Тюмени 142 км.

### Климат
Климат континентальный с холодной продолжительной зимой и тёплым относительно коротким летом. Средняя температура воздуха самого холодного месяца (января) — −18,7 °C (абсолютный минимум — −47,3 °C); самого тёплого месяца (июля) — 18 °C (абсолютный максимум — 38,4 °С). Безморозный период длится в среднем 111 дней. Среднегодовое количество атмосферных осадков составляет 181—469 мм, из которых 70 % выпадает в тёплый период. Продолжительность залегания снежного покрова составляет в среднем 164 дня.

### Часовой пояс
Село Колесниково, как и вся Тюменская область, находится в часовой зоне МСК+2. Смещение применяемого времени относительно UTC составляет +5:00.

## История
В ревизской сказке 1795 года деревни нет. Впервые упоминается в метрической книге Ильинской церкви села Большаковского (упразднено) 25.01.1800 года. 
Деревни Колесниковой крестьянин Иван Нохрин первым браком, сочетался той деревни крестьянина Афанасья Пачежерцова с дочерью девкой Маврой .
Основали деревню староверы Колесниковы. В 18 веке Колесниковы жили в Суерской слободе, в деревнях: Зарубиной (упразднена), Коклягиной, Николаевской Заимке После постройки церкви с 1866 года деревня стала называться селом .
В 1912 году в Колесниково были: церковь, школа грамоты, хлебозапасной магазин, 7 торговых лавок, маслодельня, 3 кузницы.
В конце1919 года образован Колесниковский сельский совет в Пятковской волости  Ялуторовского уезда. В начале 1924 году вошел в Новозаимский район, 10.06.1931 передан в Ялуторовский район, 25.01.1935 - в Заводоуковский район, 28.04.1962 - в Омутинский район. С 12.01.1965 в составе  Заводоуковского района. С 1.01.2005 года Колесниково в составе Заводоуковском городском округе .
В советское время в селе были построены средняя школа и Дом культуры, где располагалась музыкальная школа и библиотека, спортивный зал. На южной окраине села построили ремонтную мастерскую, машинный двор, гараж, механизированный зерновой ток, гараж. На северной части село-комплекс направленного выращивания нетелей для хозяйств района. В селе проложили водопровод, заасфальтировали улицы.

## Население
| 1816 | 1834 | 1850 | 1858 | 1897 | 1926 | 1989. | 2002 | 2010 | 2021 |
| 144  | 193  | 270  | 1583 | 1442 | 2449 | 1576  | 1146 | 999  | 988  |

По ревизской сказке 1858 года в Колесниковой жили 1583 человека, из них переселенцы из Орловской губернии 1163 человек, причисленные  указом Тобольской Казенной Палаты от 9.09.1953 года. 
| 2010 |
| ---- |
| 999  |

## Церковь
До 1866 года деревня Колесникова относилась к Ильинской церкви села Большаковского. Первая церковь была построена в 1866 году на средства прихожан, вторая в 1904 г. Метрические книги Богоявленской церкви с 1890 по 1918 год хранятся в Тюменском архиве. 
Ведомость о Богоявленской церкви села Колесниково за 1915 год: 
1.Церковь построена в 1904 году странником Антонием тщанием прихожан, по плану, выданному 25 апреля 1896 года.
2.Здание каменное с такой же находящейся в одной связи с колокольней. Здание церкви и колокольня прочны, покрыты железом и окрашены. С восточной стороны храма каменная ограда с железными решетками по бокам ограды, две каменные часовни, покрыты железом и окрашены. В прочих местах ограда деревянная ветхая.
3.Престол один во имя Богоявления Господня. По штату положено: священник и псаломщик.
4.Кружечных доходов за 1915 год получено 225 рублей 50 коп. Сборы по приходу, по причине не доброкачественности земли и малых посев, очень малы. Других источников содержания нет.
6.Ближайщие церкви Ильинская в с. Большаковском-7 верст, Знаменская в с.Новоуковском-20 верст.
7.Копии с метрических книг хранятся в целостности с 1870 г.
8.Церковно-приходская школа открыта в 1886 году на пожертвовании Бийским мещанином Антонием Петровым, располагается в двухэтажном деревянном доме. В 1914 году в ней обучалось 46 мальчиков, 20 девочек .

## Сельское хозяйство
В период коллективизации в селе организовали 4 колхоза «Социализм», «Пламя», «Трудовик» и «Свободный труд». В 1950 году в результате укрупнения они объединились в один колхоз им. Жданова. В укрупненном колхозе было 327 колхозников. Общая земельная площадь - 13,9 тыс. га, из них 4 тыс. га пашни. Урожайность зерновых составляла 8-10 ц/га. Насчитывалось 773 головы КРС, в т.ч. 355 коров. Надой составлял 800 кг в год на одну фуражную корову. 1952 году колхоз приобрел 3 газогенераторных автомобиля, через несколько лет купили 3 гусеничных трактора ДТ-74. В 1984 году урожайность поднялась до 40,4 ц/га. Средний надой молока от коровы составил 3295 кг. 28.12.1992 года колхоз им. Жданова реорганизовали в АОЗТ «Колос». В 1995 году АОЗТ перерегистрирована в ЗАО «Колос». В 1995 году ликвидировано молочное стадо из-за туберкулеза коров. С 1998 года предприятие занимается только растениеводством. 